# تومي دي جونغ
تومي دي جونغ (بالفرنسية: Tommy De Jong)‏ (6 فبراير 1987 ستراسبورغ فرنسا - ) هو لاعب كرة قدم فرنسي يلعب كلاعب وسط.

## روابط خارجية
- تومي دي جونغ على موقع قاعدة بيانات كرة القدم.إي يو (الإنجليزية)